# Kriegerdenkmal Roßdorf

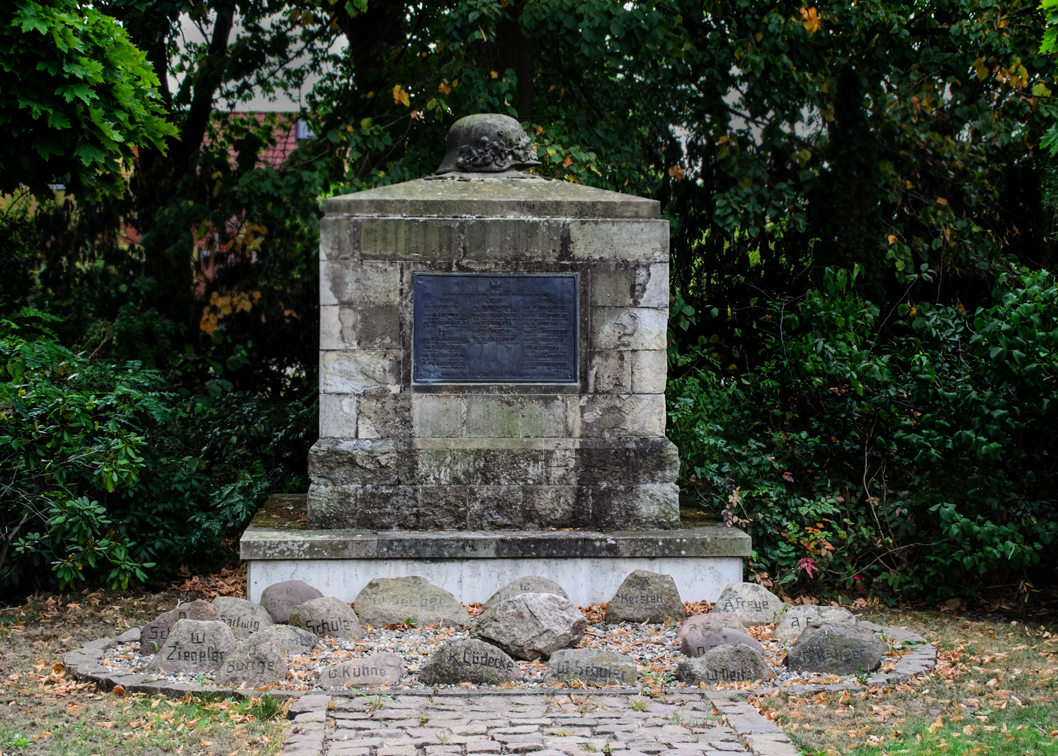
Kriegerdenkmal Roßdorf

Das Kriegerdenkmal Roßdorf ist ein denkmalgeschütztes Kriegerdenkmal in der Ortschaft Roßdorf der Stadt Jerichow in Sachsen-Anhalt. Im örtlichen Denkmalverzeichnis ist das Kriegerdenkmal unter der Erfassungsnummer 094 86795 als Baudenkmal verzeichnet.

## Lage
Das Kriegerdenkmal von Roßdorf befindet sich auf dem Kirchengelände der Kirche von Roßdorf.

## Gestaltung
Es handelt sich um eine Stele mit einer Inschrift für die Gefallenen des Ersten Weltkriegs. Direkt vor der Stele befinden sich mehrere Natursteine, in diese Steine sind noch einmal die Namen der Gefallenen des Ersten Weltkriegs eingemeißelt.

## Inschrift
Es starben den Heldentod fürs Vaterland

gewidmet von der dankbaren Gemeinde Roßdorf

## Quelle
- Gefallenendenkmal Roßdorf Online, abgerufen am 20. Juni 2017.